# Iglesia de San Pablo (Úbeda)
La iglesia de San Pablo es un templo de culto católico de la ciudad española de Úbeda, en la provincia de Jaén. Forma parte del conjunto monumental renacentista de Úbeda que, junto con el de Baeza, fue declarado Patrimonio de la Humanidad por la Unesco en 2003.

## Historia

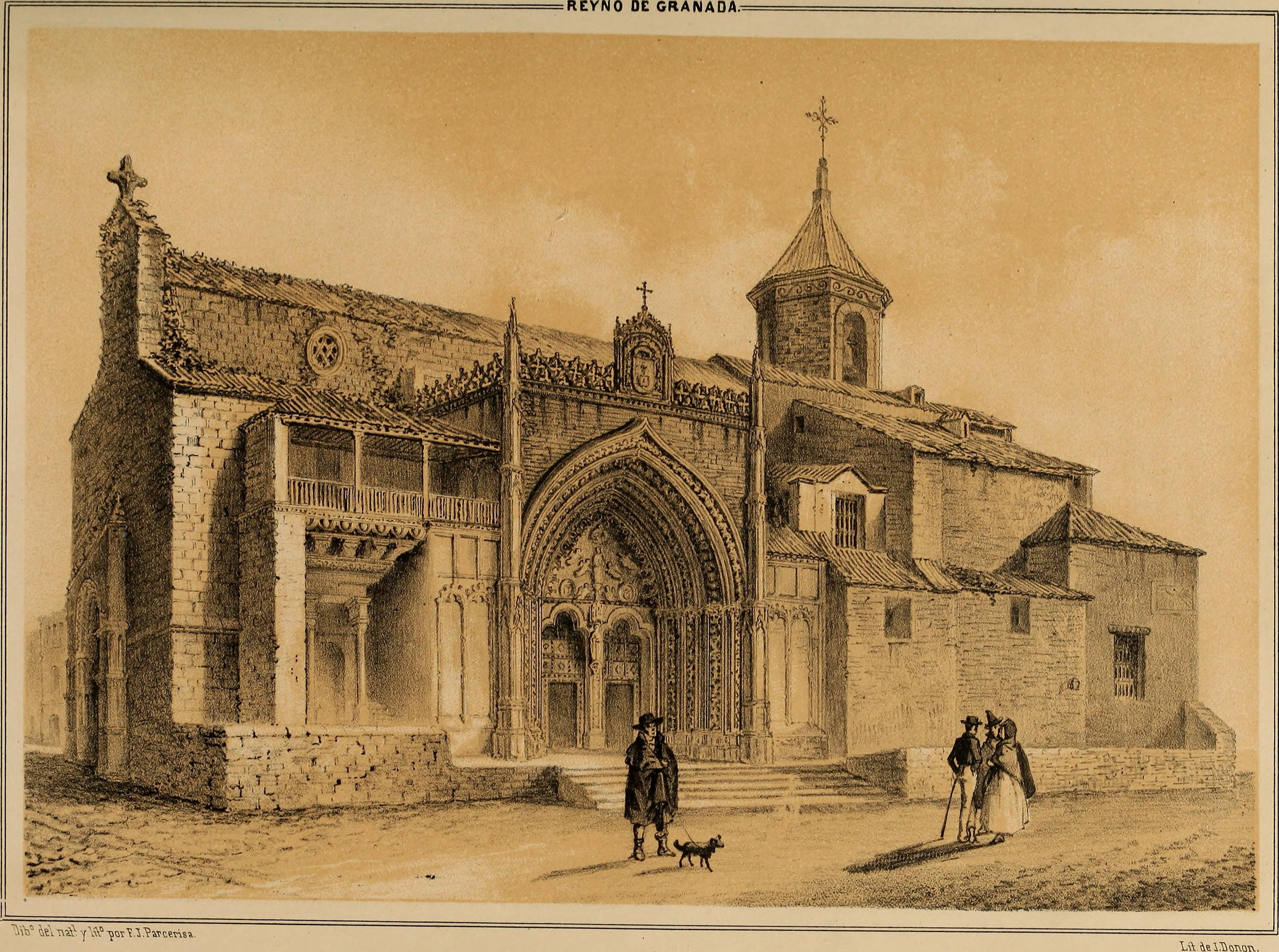
Vista de la iglesia a partir de una ilustración de F. J. Parcerisa, publicada en Recuerdos y bellezas de España (1850)

La iglesia de San Pablo es una de las más antiguas de Úbeda. Se cree construida desde la época visigoda. Su ubicación en una plaza central y su proximidad con el antiguo ayuntamiento, hacen que tenga marcado carácter asambleario, pues hasta el siglo XV se reunía en ella el Concejo de la ciudad y los nobles. Fue declarada monumento histórico-nacional en 1926. Se trata de un templo bajo la advocación de Pablo
Alonso Suárez de la Fuente del Sauce fue quien llevó a cabo un amplio programa de renovación y engrandecimiento. Todo el edificio se enriquece con novedades renacentistas.

## Descripción
La portada principal, llamada de los carpinteros, es románica. La portada sur, que da a la plaza, está compuesta por ojivas góticas y sigue un estilo gótico isabelino. A pesar de las numerosas reformas se ha conservado el ábside románico de la primitiva construcción, con sus curiosos canecillos con la popular bailarina que salta, brinca y se contorsiona. Una figura que encontramos rodeada de músicos, juglares y saltimbanquis.
Cuenta con una torre y una fuente, adosada a la cabecera, también renacentista del siglo XVI. Tiene el tejado de cerámica bicolor.
En el interior, tiene una planta de tres naves y una cabecera poligonal con bóveda de crucería, de estilo gótico tardío. Cuenta con una serie de interesantes capillas funerarias con trabajos de rejería plateresca.